# Charm School
Charm School è l'ottavo album in studio del duo pop svedese Roxette, pubblicato nel 2011.
È il primo album di inediti dal 2001 e che viene anticipato, di poco più di un mese, dal singolo She's Got Nothing On (But the Radio).

## Descrizione

### Sessioni di registrazione
Le sessioni di registrazione del nuovo album sono cominciate durante il tour The Night of the Proms, insieme a Christoffer Lundquist e Clarence Öfwerman.
Già dalla fine di marzo 2009, sui vari siti della band era stata pubblicata una dichiarazione di Per Gessle, con la quale faceva sapere che molto probabilmente, verso la fine del 2009 o all'inizio del 2010, sarebbe tornato in studio con la compagna di lavoro Marie Fredriksson per registrare delle nuove canzoni.
Rispetto alla versione presente nell'album "Party Crasher" di Per Gessle, I'm Glad You Called è stata riarrangiata in una versione registrata a Monaco, in una camera d'albergo, quando Roxette era in tour con The Night Of The Proms. L'effetto della pioggia che si sente all'inizio del brano è servito per mascherare il rumore dell'ascensore che si sentiva in sottofondo.
La realizzazione dell'album si è completata allo Sterling Sound di New York, tra ottobre e novembre 2010.

### Brani
In un primo momento erano previsti 16 brani: quanto dichiarato da Per Gessle in alcune interviste, la canzone Charm School è stata lasciata fuori dalla tracklist ufficiale, insieme ad alcune versioni "alternative" delle canzoni presenti nell'album.

## Promozione
L'11 aprile 2011 Speak to Me viene lanciato nelle radio in un remix edito da Peter Boström . Ne segue un video, passato solo qualche mese dopo, in coincidenza con l'uscita in digitale del singolo, pubblicato anche in Germania.
Oltre a Way Out, nel 2011 la EMI/Capitol ha pubblicato un ulteriore singolo, Noone Make It On Her Own.
Verrà pubblicato nel 2011, in autunno, durante la seconda parte del Tour Charm School, una riedizione dell'album stesso con demos e remixes.

## Tracce

### Disco 1 (Versione Standard)
1. Way Out 2:45
2. No One Makes It On Her Own 3:42
3. She's Got Nothing On (But The Radio) 3:33
4. Speak to Me 3:41
5. I'm Glad You Called 2:48
6. Only When I Dream 3:52
7. Dream On 3:09
8. Big Black Cadillac 3:05
9. In My Own Way 3:30
10. After All 3:15
11. Happy On The Outside 3:37
12. Sitting On The Top of The World 3:55
13. It Must Have Been Love [Live in St. Petersburg 2010] 6:01 [Bonus Track per iTunes]

### Disco 2 (Versione Deluxe)
1. Dressed for Success [Live in St Petersburg 2010] 4:35
2. Sleeping in my Car [Live in Stavanger 2010] 3:42
3. Wish I Could Fly [Live in St Petersburg 2010] 4:49
4. 7Twenty7 [Live in Halmstad 2010] 3:57
5. Perfect Day [Live in St Petersburg 2010] 3:20
6. Things Will Never be the Same [Live in St Petersburg 2010] 3:01
7. How do You do!/Dangerous [Live in Stavanger 2010] 6:56
8. Silver Blue [Live in St Petersburg 2010] 5:10
9. Joyride [Live in St Petersburg 2010] 4:28
10. Listen to Your Heart [Live in St Petersburg 2010] 5:46
11. The Look [Live in Halmstad 2010] 6:23
12. Church of Your Heart [Live in St Petersburg 2010] 4:05

## Singoli
- She's Got Nothing On (But the Radio) (uscito il 7 gennaio 2011)
- Speak to Me (uscito il 18 aprile 2011, in versione digitale)
- Way Out (uscito il 10 giugno 2011)
- No One Makes It On Her Own (uscito il 21 novembre 2011)

## Tour Promozionale
Ancor prima della pubblicazione dell'album Charm School, nel 2010 il duo Roxette si è impegnato in tour estivo, con alcune date tra Russia, Danimarca e Svezia.
Nel 2011, subito dopo l'uscita dell'album, edito anche in LP e doppio CD, è seguito tra la primavera e l'estate una prima parte del tour mondiale che ha toccato anche il Sudafrica, l'America Latina ed anche l'Europa, tra Grecia, Turchia, Romania, Repubblica Ceca, Polonia, Ungheria, Norvegia, Danimarca e Svezia.
Una seconda parte del tour per l'album Charm School è proseguito dal mese di ottobre 2011 anche in Austria (Vienna), una seconda volta in Germania, tra Monaco di Baviera, Hannover, Halle (Vestfalia), Mannheim e Stoccarda. Anche in Israele (Tel Aviv). Di nuovo in Germania (Berlino, Amburgo e Norimberga) ed in Svizzera (Ginevra e Zurigo) dove Roxette ha ottenuto un ulteriore Disco d'Oro per l'album Charm School.
Nel mese di novembre 2011 il tour è proseguito tra Svezia (Stoccolma e Malmö), Danimarca (Horsens), Finlandia (Helsinki) e Regno Unito (Londra).
Durante il tour ci sono state date anche in Cina, Giappone, Messico, Brasile, Hong Kong,  Australia, Canada, e città Americane come Los Angeles e New York